# 羅通
羅通（ら つう、1390年 - 1470年）は、明代の官僚・軍人。字は学古。本貫は吉安府吉水県。

## 生涯
1412年（永楽10年）、進士に及第した。監察御史に任じられ、巡按四川をつとめた。都指揮の郭贇と清軍御史の汪琳中が結んで不正な利益を貪っていたため、羅通はかれらを弾劾する上奏をおこなった。1421年（永楽19年）、奉天殿・華蓋殿・謹身殿の三殿で火災が発生すると、羅通は同僚の何忠らとともに当時の失政について諫言した。永楽帝の意に逆らったことから、交趾清化知州に左遷された。
1426年（宣徳元年）、王通が黎利の反乱軍に敗れると、清化迤南を放棄するよう命令した。ときに反乱軍が清化を包囲し、羅通は指揮の打忠とともに堅守していた。羅通は隙に乗じて出撃し、反乱軍に打撃を与えた。王通の撤退命令が届いたが、羅通は城を捨てることを拒否して、打忠とともに清化を守った。反乱軍は長らく清化を攻撃して落とせなかったことから、降将の蔡福を出して降伏の説得にあたらせた。羅通は城壁の上から蔡福を罵った。反乱軍は城を陥落させることができないとみて、撤退した。羅通は北京に召還されると、宣徳帝の報労を受けた。1432年（宣徳7年）、戸部員外郎に転じ、宣府に出向して軍の食糧を監理した。開平への軍糧輸送について、騎士による護送をなくして、米と塩との交換を許すよう上奏して、宣徳帝に許可された。
正統初年、羅通は兵部郎中に転じ、尚書の王驥に従って甘粛の軍務を整理した。1438年（正統3年）、王驥に従って兀魯乃でアダイ・ハーンを破った。凱旋すると、貪淫の科を王驥に告発された。獄に下され、広西容山閘官に左遷された。ほどなく東莞河泊の官に転じた。1444年（正統9年）、都督僉事の曹倹が羅通に文武の才能があるとして推薦したが、吏部に認められなかった。
1449年（正統14年）8月、郕王朱祁鈺が監国すると、羅通は于謙・陳循の推薦により、兵部員外郎として起用され、居庸関を守った。まもなく兵部郎中に進んだ。9月、景泰帝（朱祁鈺）が即位すると、羅通は右副都御史に抜擢された。オイラトのエセン・ハーンが北京に侵攻を図り、別部が居庸関を攻撃した。季節は大寒のころで、羅通が水を引いて城外に注ぐと、水が防壁となって敵は接近できなかった。7日して敵が退却すると、羅通は追撃してこれを破った。
1450年（景泰元年）、羅通は北京に召還された。ときに楊洪が京営を監督しており、羅通は参軍務・兼理院事を命じられた。辺境からの軍事の報告に誇張が多いとして、于謙や石亨の解任を求める上疏をおこなった。給事中の覃浩らの言により羅通は理院事の兼職を解かれた。
1451年（景泰2年）、羅通は賛軍務のまま北京に召還された。1452年（景泰3年）、皇太子が朱見深から朱見済に改められると、羅通は太子少保の位を加えられた。1453年（景泰4年）7月、賛軍務のまま右都御史に進んだ。
羅通は大言を好み、人に会うたびに軍事を談じた。自ら反乱者を殺した功績を述べて、武職の世襲を求め、給事中の王竑に弾劾された。景泰帝は不問に付した。天順初年、羅通は自ら英宗の帰国に功績があったと主張した。1459年（天順3年）、致仕した。1470年（成化6年）3月、死去した。